# 4286 Rubtsov
4286 Rubtsov este un asteroid din centura principală, descoperit pe 8 august 1988 de Liudmila Cernîh.